# Медиржешть
Медиржешть, Медиржешті (рум. Mădârjești) — село у повіті Ясси в Румунії. Входить до складу комуни Белцаць.
Село розташоване на відстані 319 км на північ від Бухареста, 34 км на захід від Ясс.

## Населення
За даними перепису населення 2002 року у селі проживали 862 особи, усі — румуни. Усі жителі села рідною мовою назвали румунську.